# Michel Camdessus
Michel Camdessus, né le 1er mai 1933 à Bayonne, est un haut fonctionnaire et économiste français.
Ancien directeur du Trésor, puis gouverneur de la Banque de France, il a été directeur général du Fonds monétaire international du 16 janvier 1987 au 14 février 2000. Il préside la nouvelle société de refinancement des activités des établissements de crédit (SRAEC) depuis le 20 octobre 2008. Il est aussi membre de l'Africa Progress Panel depuis 2008, une fondation basée à Genève et fondé par Kofi Annan et présidée par Olusegun Obasanjo.

## Biographie

### Jeunesse et études
Michel Camdessus fait ses humanités au collège Notre-Dame de Bétharram, en 1950. Il obtient un DES d'économie politique et de sciences économiques de l'université de Paris. Il est diplômé de l'Institut d'études politiques de Paris en 1954 (section Service public). Il est admis à l’École nationale d'administration (1958-1960).

### Carrière
En 1960, Michel Camdessus sort de l'ENA comme administrateur civil à la direction du Trésor au ministère des finances et des affaires économiques, avec Denis Georges-Picot.  
De 1966 à 1968, il est à Bruxelles, comme attaché financier à la représentation permanente française auprès des communautés économiques européennes. 
Il revient au Trésor. En 1971, il y est nommé sous-directeur. En 1974, il devient directeur adjoint. En février 1982, enfin, il est nommé directeur du Trésor. Il est alors le premier administrateur civil à obtenir ce poste. Selon Jean-Pierre Chevènement, il joue un rôle déterminant, parmi les visiteurs du soir, avec Renaud de La Génière, alors gouverneur de la Banque de France et Jean Riboud, PDG de Schlumberger, pour inciter François Mitterrand à maintenir la France dans le Système monétaire européen.
De 1978 à 1984, il exerce les fonctions de président du Club de Paris, ainsi que celles de président du comité monétaire de la communauté économique européenne de décembre 1982 à décembre 1984.
Michel Camdessus quitte le Trésor lorsque, en août 1984, il est nommé sous-gouverneur, puis en novembre 1984, gouverneur de la Banque de France. Daniel Lebègue lui succède à la tête du Trésor. Camdessus demeure gouverneur de la banque centrale française jusqu'à sa nomination comme directeur général du Fonds monétaire international en janvier 1987.
Le 17 octobre 2008, il est nommé président de la Société de financement de l'économie française.
Depuis le 25 août 2009, il a été chargé, par le président Nicolas Sarkozy, de superviser les rémunérations des traders.

## Influence sur l'économie

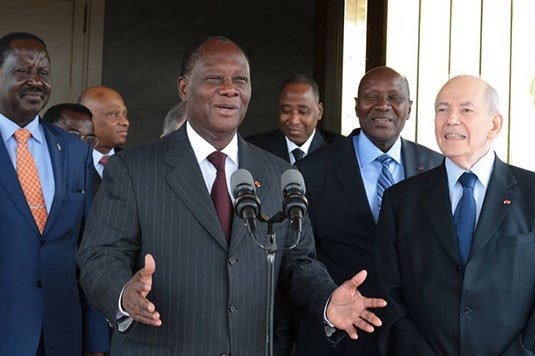
Alassane Ouattara et Michel Camdessus à Abidjan.

Michel Camdessus est élu directeur général et président du conseil d'administration du FMI le 18 décembre 1986. La principale mission du FMI est définie par le paragraphe 5 de l'article 1er des statuts de l'organisation :

« v) Donner confiance aux membres en mettant les ressources générales du Fonds temporairement à leur disposition moyennant des garanties adéquates, leur fournissant ainsi la possibilité de corriger les déséquilibres de leurs balances des paiements sans recourir à des mesures préjudiciables à la prospérité nationale ou internationale. »

En avril 1987, Alassane Ouattara, directeur du département Afrique du FMI, lui propose un plan pour sortir les pays les plus pauvres de l'asphyxie financière. Ce dernier propose d'utiliser la facilité d'ajustement structurel (SAF), jusqu'alors sous-exploitée, pour émettre des prêts à taux très faibles au profit de ces pays. Michel Camdessus va négocier avec les grands dirigeants du FMI pour les convaincre de réunir les 8 à 10 milliards de dollars que le nouvel instrument va permettre de lever. Le 18 décembre 1987, le conseil d'administration du FMI adopte le projet.
L'influence pour les bénéficiaires sera sensible. Selon Emilio Sacerdoti et Philippe Callier, ce programme a eu une influence significative sur la durée de vie des habitants puisque le taux de mortalité infantile est passé de 156 à 81 pour mille et celui de l'accès à l'eau potable a augmenté de 40 à 69 % (op. cité p. 161).
D'après certains, libéral convaincu, Michel Camdessus  aurait donné un tournant particulièrement brutal au FMI en imposant aux pays les plus pauvres ou en voie de développement des mesures « de privatisations ou de réductions des dépenses publique d’éducation et de santé en échange de prêts aux pays concernés, aggravant des crises existantes ou menant ces pays à des crises sans précédent : Mexique (1994), Thaïlande (1997) puis toute l'Asie du sud est (1997-1998), Russie (1998), Brésil (1999), Turquie (2001) et Argentine (2000-2001) ». Ce dernier cas aurait été un échec cinglant, car l'Argentine aurait servi à maintes reprises d'exemple, voire de modèle au directeur du FMI, et a été une, sinon la cause de sa démission de la tête du FMI[réf. nécessaire]. Rubens Ricupero, secrétaire général de la CNUCED, estimera, dans son Rapport sur le commerce et le développement, que la politique de libéralisation a « provoqué le chaos en Extrême-Orient et en Russie [et] neutralisé les progrès accomplis en Amérique latine ». Cette opinion n'est pas partagée de manière tout à fait unanime. Certains pensent qu'elle ne reflète pas fidèlement la politique telle qu'elle a été menée par le FMI sous la direction générale de Michel Camdessus.
Le nouvel article VIII des statuts du FMI prévoit de faire « du droit de tirage spécial le principal instrument de réserve du système monétaire international ». Or, ces droits ne représentent en 1994 que 21,4 milliards de dollars (soit moins de 3 % des liquidités mondiales). Avec le soutien de l'équipe dirigeante du FMI, son Directeur propose à l'Assemblée générale réunie à Madrid de porter ces droits à 36 milliards.
S'agissant de renforcer son programme de lutte contre la pauvreté, cette proposition reçoit le soutien de pratiquement tous les États du Tiers-monde. Malgré l'opposition du G7, il ressort clairement des faits que Michel Camdessus maintient sa demande. Le lendemain, l'International Herald Tribune rapporte sous le titre « À Madrid, une naissance et des funérailles » : « Les plus gros actionnaires du FMI devraient cesser de se comporter comme si le Fonds leur appartenait. Ils devraient cesser de s'attendre à ce que Michel Camdessus obéisse à leurs claquements de doigts comme s'il était à leur service. C'est bien ce qu'il a refusé à Madrid ».
Les DTS seront portés à 42,8 milliards en 1997 et atteindront les 560 milliards de dollars en 2008.
La position de Michel Camdessus se fonde sur la lutte contre trois fléaux principaux : « la prolifération des dépenses improductives, les inégalités dans la distribution des revenus et une corruption rampante ». Grâce à cette politique fondée sur le développement de la « bonne gouvernance », le FMI a contribué, dans une mesure non négligeable, à l'apparition des pays émergents.
Après la chute du mur, le FMI jouera également un certain rôle dans la mutation des économies planifiées vers des économies de marché. Les plans et l'aide du FMI aboutiront à des résultats assez considérables. En 1992, au moment où la Russie était accueillie au FMI, son inflation était montée jusqu'à 2 500 % l'an. En 1995, elle redescend à moins de 1,5 % par mois, Dès 1997, le pays entre dans une phase de croissance.

Sur intervention du président américain Bill Clinton, il fait octroyer à la Russie un prêt de 10,2 milliards de dollars à quelques semaines de l'élection présidentielle de 1996, vraisemblablement afin de favoriser la réélection de Boris Eltsine.

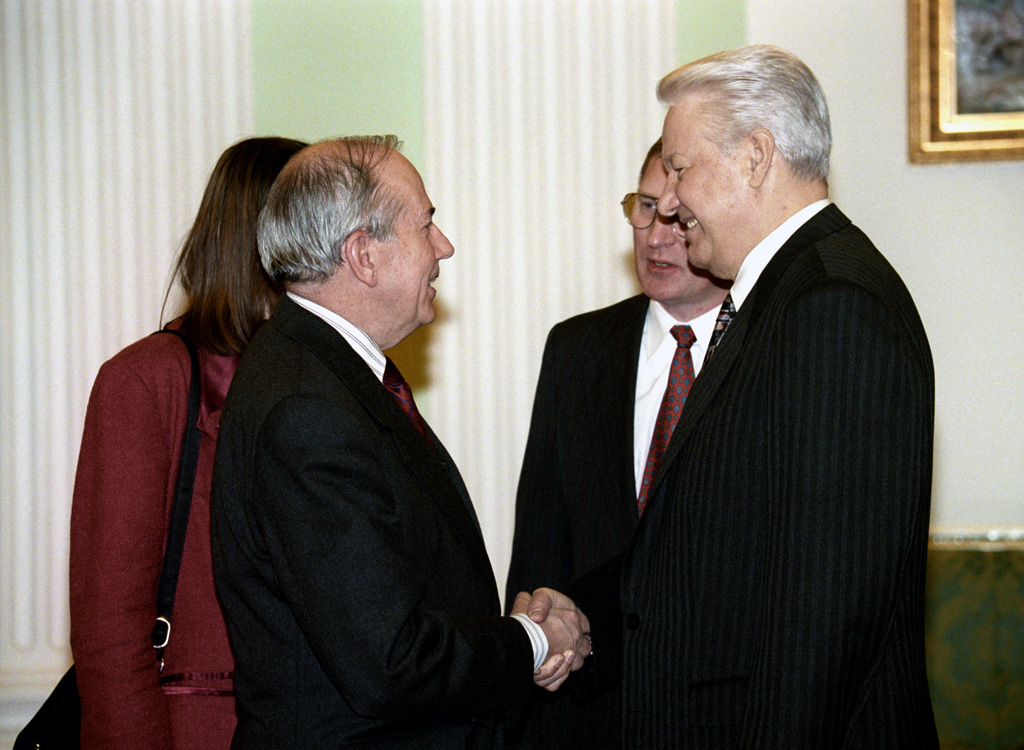
Boris Eltsine et Michel Camdessus.

En 2005, Rawi Abdelal, professeur à la Harvard Business School, dénonce dans un article intitulé « Le consensus de Paris : la France et les règles de la finance mondiale » (Critique internationale, no 28 (juillet/septembre 2005) : 87–115) la dérégulation des marchés financiers qui aurait été principalement l'œuvre de personnalités françaises, dont Michel Camdessus. Pour Abdelal, « c’est le consensus de Paris et non le consensus de Washington, qui est avant tout responsable de l’organisation financière mondiale telle que nous la connaissons aujourd’hui, c'est-à-dire centrée sur des économies dont les codes libéraux constituent le socle institutionnel de la mobilité des capitaux ».
Quoique émanant de personnalités influentes, ces critiques restent minoritaires. Par la suite, Michel Camdessus sera chargé par des organisations mondiales, conseillères officielles de l’ONU, d’imaginer les financements des infrastructures nécessaires pour réduire de moitié le nombre de personnes qui n’ont pas accès à l’eau (1,4 milliard de personnes) d'ici à 2015. Il proposera d'introduire le secteur privé dans un secteur jusque-là très majoritairement détenu alors à plus de 90 % par les puissances publiques et les partenariats public-privé se multiplieront.
En 2010, il préside un groupe de travail chargé de proposer une nouvelle règle d’équilibre des finances publiques. Le rapport du groupe a été remis au Premier ministre en juin 2010[source insuffisante]. Ce document préconise une loi-cadre de programmation des finances publiques, pluriannuelle, s’imposant aux lois de finances et de financement de la Sécurité sociale, visant retour à l'équilibre sous le contrôle du juge constitutionnel. Toutefois, la mise en œuvre de ses préconisations implique une révision de la Constitution.

### Carrière au FMI
- Directeur général du FMI le 16 janvier 1987 pour 5 ans
- Directeur général du FMI : deuxième mandat pour 5 ans
- Directeur général du FMI : troisième mandat le 16 janvier 1997

Il a quitté ses fonctions le 14 février 2000.
Il se montre notamment critique sur le réformes des 35 heures en France, le salaire minimum ou « les liens pernicieux entre les politiques du marché du travail et le budget ».

### Rapport de 2004

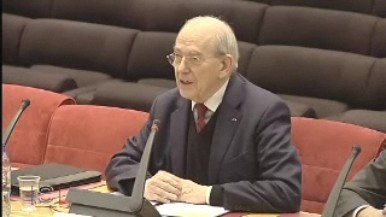
Michel Camdessus au Sénat.

Par lettre en date du 17 mai 2004, le ministre de l'Économie, des Finances et de l'Industrie, Nicolas Sarkozy a chargé Michel Camdessus de réunir un groupe d'experts indépendants pour aider la France et sa représentation nationale à réfléchir sur les choix économiques et budgétaires qu'il convenait de faire pour, à partir d'une appréciation de la situation qui était alors celle du pays, envisager les contours d'une nouvelle stratégie de croissance.
Michel Camdessus a réuni vingt personnalités de premier plan. Le groupe de travail s'est donné cent jours pour dresser un bilan de la situation et définir les grandes orientations que la France devrait suivre afin de concilier « l'efficacité économique, la justice sociale et la préservation de l'environnement dans un modèle de développement durable ».
Ces orientations sont consignées dans le rapport paru aux éditions de poche de La Documentation française sous le titre Le Sursaut. Il préconise en particulier de faciliter les licenciements, baisser les cotisations, supprimer le salaire minimum, favoriser « le retour sur le marché du travail des seniors », etc.
Le rapport reçoit un accueil très favorable dans les médias.

## Ouvrages
- avec Michel Albert et Jean Boissonnat, Notre foi dans ce siècle, Paris, Arléa, 2002, 175 p. (ISBN 978-2-7082-3099-6, lire en ligne)
- Le sursaut : Vers une nouvelle croissance pour la France, Paris, La Documentation Française, 2004 (ISBN 978-2-11-005779-2)- Prix Zerilli-Marimo de l’Académie des sciences morales et politiques 2005
- avec Bertrand Badré et Ivan Chéret, Eau, Paris, Robert Laffont, 2004 (ISBN 978-2-221-10188-9)
- L’Europe : une société à inventer, Bayard, Bayard, 2005, 415 p. (ISBN 978-2-227-47482-6)
- Lettre ouverte aux candidats à l’élection présidentielle, Paris, Bayard, 2006, 201 p. (ISBN 978-2-227-47659-2 et 2-227-47659-1)
- avec Luc Champagne, Jérôme Vignon et François Villeroy de Galhau, Chrétiens face à la crise, Paris, Bayard, 2009, 78 p. (ISBN 978-2-227-47883-1)
- avec Philippe Barbarin et Vincent courtillot, L’homme et la nature, Paris, François-Xavier de Guibert, 2009, 214 p. (ISBN 978-2-7554-0348-0)
- Réaliser l'objectif constitutionnel d'équilibre des finances publiques : rapport au Premier ministre, Paris, La Documentation française, 2010, 58 p. (ISBN 978-2-11-008287-9)
- La scène de ce drame est le monde : treize ans à la tête du FMI, Paris, Les Arènes, 2014, 445 p. (ISBN 978-2-35204-354-6)
- Vers le monde de 2050, Paris, Fayard, 2017, 252 p. (ISBN 978-2-213-70510-1)

## Décorations

### Décorations françaises
- Grand officier de la Légion d'honneur (2 avril 2010) ; commandeur le 30 octobre 2003[19].
- Grand-croix de l'ordre national du Mérite[20] ; chevalier le 24 octobre 1979.

### Décorations étrangères
- Grand officier de l'ordre national de Côte d'Ivoire (Côte d’Ivoire) (janvier 2012)[21].

## Autres fonctions
- Catholique pratiquant. Il participa activement au début des années 1960 au projet de l'autofinancement paroissial pour la construction de l'église Saint-Thibaut au Pecq.
- Membre du conseil consultatif de l’école de commerce de l'Université de Navarre
- Membre du Conseil pontifical Justice et Paix, chargé de faire connaître la vision sociale de l'Église
- Président des Semaines sociales de France de 2000 à 2007
- Membre du conseil d'administration de l'Institut français de relations internationales[22].
- Membre du Haut Conseil de la Francophonie
- Administrateur de Ouest-France
- Soutien de François Bayrou à l’élection présidentielle de 2007[23]
- Conférencier aux Conférences de Carême à la Cathédrale Notre-Dame de Paris en 2010
- Membre du Conseil d'Administration de la Fondation Chirac[24]. Il est également membre du jury du Prix pour la prévention des conflits décerné annuellement par cette fondation, et membre du conseil scientifique de son programme Eau et Assainissement.
- Il est également membre du comité de parrainage du Collège des Bernardins[25].

## Vie privée
Il a épousé Brigitte d'Arcy et est le père de six enfants.